# Pic d'Estany Roi
El Pic d'Estany Roi, o Pic del Ferro, és una muntanya que es troba en el límit dels termes municipals de la Vall de Boí i de Vilaller, a l'Alta Ribagorça; situada en el límit del Parc Nacional d'Aigüestortes i Estany de Sant Maurici i la seva zona perifèrica.

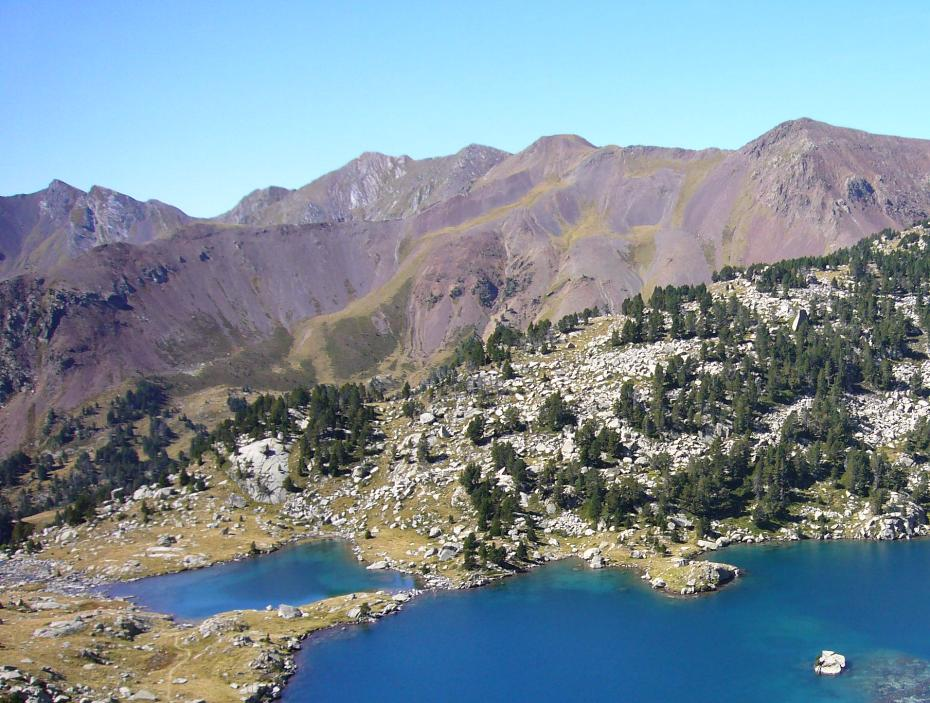
Estany Gémena de Baix (Imatge amb anotacions)

El nom de "ferro" li ve del fet que «les roques que el formen són riques en ferro». El nom de "roi" li ve per l'estany; és el pic el que dona a les aigües el color vermellós pels reflexos del seu vessant.
El pic, de 2.578,6 metres d'altitud, es troba en la cresta que separa l'occidental Vall de Barravés de l'oriental Vall de Llubriqueto. Està situat al nord del Pic de Fenerui i al sud-sud-est de la Collada de Fenerui.

## Rutes
Des de l'Estany Roi es va a buscar el cim, que es troba al sud-oest, flanquejant les penyes pel sud-est.